# Roodscheendoek
De roodscheendoek (Pygathrix nemaeus) is een zoogdier uit de familie van de apen van de Oude Wereld (Cercopithecidae). De wetenschappelijke naam van de soort werd gepubliceerd door Linnaeus in 1771.

## Kenmerken
Het blauwgrijs gespikkelde hoofd met de schuin staande ogen heeft een gezicht, dat omgeven is door een witte baard. De onderarmen zijn wit met zwarte handen. De 55 tot 75 cm lange staart is wit, de dijen zwart en de schenen kastanjebruin. De lichaamslengte varieert van 60 tot 75 cm.

## Verspreiding en leefgebied
Deze soort komt voor in Centraal-Vietnam, Noord-Cambodja en Oost-Laos.